# Siège de Bruxelles (1746)
Pour les articles homonymes, voir Siège de Bruxelles.
Guerre de Succession d'Autriche
Batailles
- Mollwitz (04-1741)
- Chotusitz (05-1742)
- Sahay (05-1742)
- Prague (06/12-1742)
- Dettingen (06-1743)
- Cap Sicié (02-1744)
- 19 mai 1744
- Menin (05/06-1744)
- Ypres (06-1744)
- Furnes (07-1744)
- Fribourg (11-1744)
- Tournai (04/06-1745)
- Pfaffenhofen (04-1745)
- Fontenoy (05-1745)
- Hohenfriedberg (06-1745)
- Melle (07-1745)
- Gand (07-1745)
- Bruges (07-1745)
- Audenarde (07-1745)
- Termonde (08-1745)
- Ostende (08-1745)
- Nieuport (08/09-1745)
- Ath (09/10-1745)
- Soor (09-1745)
- Hennersdorf (11-1745)
- Kesselsdorf (12-1745)
- Culloden (04-1746)
- Mons (06/07-1746)
- Bruxelles (01/02-1746)
- Namur (09-1746)
- Charleroi (07/08-1746)
- Lorient (09/10-1746)
- Rocourt (10-1746)
- Cap Finisterre (1er) (05-1747)
- Lauffeld (07-1747)
- Bergen-op-Zoom (07/09-1747)
- Cap Finisterre (2e) (10-1747)
- Saint-Louis-du-Sud (03-1748)
- 18 mars 1748
- Maastricht (04/05-1748)

Campagnes italiennes
- Combat de Saint-Tropez (06-1742)
- Camposanto (02-1743)
- Villafranca (04-1744)
- Casteldelfino (07-1744)
- Velletri (08-1744)
- Madonne de l'Olmo (09-1744)
- Bassignana (09-1745)
- Josseau (10-1745)
- Plaisance (06-1746)
- Tidone (08-1746)
- Rottofreddo (08-1746)
- Gênes (1er) (12-1746)
- Gênes (2e) (07-1747)
- Assietta (07-1747)

Le siège de Bruxelles se déroula entre janvier et février 1746 pendant la guerre de Succession d'Autriche. Une armée française sous le commandement du maréchal Maurice de Saxe assiège et prend la ville de Bruxelles, qui était alors la capitale des Pays-Bas autrichiens.
Les Français ont été stimulés par le fait qu'une grande partie de l'armée alliée a été forcée de retourner en Grande-Bretagne où un soulèvement Jacobite avait éclaté en 1745 et après que Charles Édouard Stuart avait remporté une victoire éclatante lors de la bataille de Prestonpans. Par conséquent, très peu de troupes purent s'opposer activement aux forces françaises. Après que les Français ont percé deux brèches dans les murs de Bruxelles, les défenseurs autrichiens sont contraints de se rendre le 22 février dans un siège qui aura duré à peine trois semaines.
Le gouverneur des Pays-Bas autrichiens, Wenzel Anton von Kaunitz-Rietberg est contraint de retirer son administration à Anvers plus au nord. Le siège a gravement changé son point de vue des alliés de l'Autriche, principalement de la Grande-Bretagne et des Provinces-Unies, qu'il considérait comme protecteurs de Bruxelles. Une décennie plus tard Kaunitz sera l'un des négociateurs de l'alliance franco-autrichienne dans laquelle l'Autriche abandonnera son ancienne alliance avec la Grande-Bretagne et rejoindra la France.
La prise de Bruxelles est suivie par la capture d'autres grandes villes et de forteresses des Pays-Bas autrichiens, y compris Mons et Namur. Bruxelles est restée sous occupation française jusqu'à ce que la ville soit retournée à l'Autriche par le traité d'Aix-la-Chapelle de 1748. En janvier 1749, les Français évacuent Bruxelles.

### Sources et bibliographie
- (en) Cet article est partiellement ou en totalité issu de l’article de Wikipédia en anglais intitulé « Siege of Brussels » (voir la liste des auteurs).
- (en) Reed Browning, The War of the Austrian Succession, New York, St. Martin's Press, 1993, 445 p. (ISBN 978-0-312-09483-6 et 978-0-312-09483-6, OCLC 490197543).
- (en) Stephen Brumwell, Paths of glory : the life and death of General James Wolfe, Montreal, McGill-Queen's University Press, 2006, 406 p. (ISBN 978-0-773-53261-8, 978-0-773-53370-7 et 978-0-773-53370-7, OCLC 907160873).
- (en) John Manchip White, Marshal of France, The Life and Times of Maurice de Saxe, Rand McNally & Co., 1962.
- Jean Bérenger et Jean Meyer, La France dans le monde au XVIIIe siècle, Paris, SEDES, coll. « Regards sur l'Histoire », 1993, 380 p. (ISBN 2-7181-3814-9)
- Garnier Jacques (dir.), Dictionnaire Perrin des guerres et des batailles de l'histoire de France, Paris, éditions Perrin, 2004, 906 p. (ISBN 2-262-00829-9)
- Lucien Bély, Les relations internationales en Europe au XVIIe – XVIIIe siècle, Paris, Presses universitaires de France, coll. « Thémis », 1992, 731 p. (ISBN 2-13-044355-9)
- André Zysberg, La monarchie des Lumières : 1715-1786, Paris, Éditions du Seuil, coll. « Points Histoire », 2002, 552 p. (ISBN 2-02-019886-X)
- Michel Antoine, Louis XV, Paris, éditions Hachette, coll. « Pluriel », 1989, 1052 p. (ISBN 2-01-017818-1)